# إياد أختر
إياد أختر (بالإنجليزية: Ayad Akhtar)‏ هو كاتب مسرحي وكاتب سيناريو وممثل أمريكي، ولد في 28 أكتوبر 1970 بنيويورك في الولايات المتحدة. من الجوائز التي نالها جائزة بوليتزر عن فئة الدراما.

## جوائز
- جائزة بوليتزر عن فئة الدراما

## وصلات خارجية
- إياد أختر على موقع IMDb (الإنجليزية)
- إياد أختر على موقع مونزينجر (الألمانية)
- إياد أختر على موقع قاعدة بيانات برودواي على الإنترنت (الإنجليزية)
- إياد أختر على موقع قاعدة بيانات الفيلم (الإنجليزية)